# Hypermobiliteitssyndroom
Het hypermobiliteitssyndroom (HMS) of laxiteit is een aangeboren, vaak erfelijke afwijking van het bindweefsel van de gewrichtsbanden en pezen. Door deze afwijking kunnen de banden en pezen hun steunende functie niet goed vervullen en dit maakt de gewrichten overbeweeglijk (hypermobiel) en instabiel. Hierdoor kunnen er vrij makkelijk ontwrichtingen of bijna-ontwrichtingen optreden. Om het gebrek aan stabiliteit te compenseren nemen de spieren een gedeelte van de functie van de banden en pezen over. Deze moeten daardoor harder werken, en zullen dus sneller overbelast zijn.
Doordat het hypermobiliteitssyndroom nog een vrij onbekende chronische aandoening is, zijn geen gegevens bekend over het aantal personen dat hier last van heeft. Wel is bekend dat het HMS vaker bij vrouwen voorkomt dan bij mannen en bij Aziaten en Afrikanen meer voorkomt dan bij mensen van Europese afkomst. Ook over de erfelijkheid is nog weinig te vertellen. Wel is bekend dat de kans dat een kind van een HMS-patiënt de aandoening ook heeft groter is, in sommige families is dit zelfs tot 50% verhoogd.
HMS kan zowel bij kinderen als bij volwassenen ontstaan. Zij kunnen klachten hebben die variëren in duur. De symptomen van dit syndroom kunnen op elke leeftijd ontstaan, maar zijn bij de meeste mensen voor het 15e levensjaar aanwezig. De aandoeningen verschillen per persoon en lopen zeer sterk uiteen.
Het bevestigen dat iemand HMS heeft is lastig. Voor het stellen van die diagnose zou men afwijkingen moeten zien op bijvoorbeeld röntgenfoto's en uitkomsten van laboratoriumonderzoek en dit is bij mensen met HMS niet te zien.

## Symptomen
Er zijn verschillende vormen van hypermobiliteit. Er zijn mensen die een of meer hypermobiele gewrichten hebben, maar hier geen hinder van ondervinden. Indien men er wel last van ondervindt is er sprake van een 'hypermobiliteitssyndroom' (HMS).
De meest voorkomende symptomen bij HMS zijn:
- pijn
- vermoeidheid
- ontwrichtingen

Bij het hypermobiliteitssyndroom krijgt de persoon last van het bewegingsapparaat doordat de banden te soepel zijn. Het begint meestal met vage klachten als spierpijn en pijn in de gewrichten. Daarna ontstaan vaak lage rugklachten. Later kan de persoon ook pijn krijgen met traplopen of andere activiteiten waarbij de knieën en enkels belast worden. Later ontstaan vaak op meer plaatsen klachten. Gewrichten kunnen opzwellen als er vochtophoping is. Ook kan bijvoorbeeld de knieschijf gemakkelijker uit de kom schieten dan bij mensen die niet hypermobiel zijn.
Wanneer de persoon last heeft van te soepele bekkenbanden dan kan dat leiden tot pijnklachten die lijken op bekkeninstabiliteit. Dit zijn onder andere lage rugpijn, pijn in het stuitje en pijn bij het opstaan. Sommige mensen hebben voortdurend klachten omdat de banden overbelast worden, andere hebben af en toe acute, kortdurende klachten.
Jonge kinderen met hypermobiliteit hebben een verhoogde kans op een heupluxatie, dat is wanneer de kop van het dijbeen niet goed in de kom van de heup zit. Hypermobiele kinderen ontwikkelen zich motorisch vaak wat langzamer dan andere kinderen. Ze zijn dan bijvoorbeeld wat later met lopen. Deze motorische achterstand halen zij echter voor hun derde jaar weer in.
Te soepele gewrichten geven over het algemeen geen ernstige problemen. De persoon met te soepele gewrichten kan er wel last van hebben omdat de gewrichten gevoeliger zijn voor overbelasting. Ook is de kans wat groter dat enkels, ellebogen of schouders verstuikt worden tijdens het sporten of bij andere activiteiten waarbij grote bewegingen gemaakt moeten worden. Door hypermobiliteit is ook de kans op een lichte houdingsafwijking in de wervelkolom (scoliose) verhoogd. Is dat het geval dan kan er bijvoorbeeld rug- of nekpijn optreden.
Bij sommige beroepen en hobby's zijn soepele gewrichten juist een voordeel. Dit kan zijn bij beroepen als balletdansen, turnen of zelfs het maken van muziek. In deze beroepen zijn er dan ook relatief veel mensen met hypermobiliteit. Echter, bij musici vergroot hypermobiliteit het risico op blessures aanzienlijk. Hierdoor moet de musicus vaak zijn lichaam extra trainen om op een gezonde manier zijn instrument te kunnen spelen.

## Diagnose
De volgende tests worden gebruikt om hypermobiliteit vast te stellen: 
- de pinken 90° of verder overstrekken,
- de duimen tegen de voorarm leggen,
- de ellebogen ongeveer 10° overstrekken,
- de knieën ongeveer 10° overstrekken,
- voorover buigen en de handen plat op de grond leggen zonder de knieën te buigen.

Indien vijf of meer gewrichten op deze manier kunnen worden overstrekt, dan is er sprake van hypermobiliteit.
Laboratoriumonderzoek en bloedonderzoek leveren geen afwijkende waarden op bij hypermobiliteit. Te soepele banden zijn ook niet op röntgenfoto's te zien. Het hypermobiliteitssyndroom, waarbij de persoon allerlei klachten krijgt door hypermobiliteit, wordt wel verward met bepaalde reumatische aandoeningen. Zo krijgen sommige patiënten de diagnose fibromyalgie terwijl ze eigenlijk hypermobiel zijn. Bij extreme hypermobiliteit zal de arts onderzoeken of er een onderliggende ziekte is die de hypermobiliteit veroorzaakt. Extreme hypermobiliteit is echter zeldzaam.

## Behandeling
Wat de beste behandeling is bij hypermobiliteit hangt af van de klachten van de persoon in kwestie. Soms kunnen spieren in het lichaam een deel van het werk van de gewrichtsbanden opvangen en 'ondersteunen'. Een fysiotherapeut kan de hypermobiele persoon oefeningen adviseren om de spieren rondom de gewrichten extra te verstevigen. Ook kunnen bepaalde hulpmiddelen helpen, zoals speciale zooltjes in de schoenen, gemaakt door een podotherapeut (bijvoorbeeld met een hakverhoging bij knieproblemen), of in bepaalde gevallen een orthese, dat is een ondersteunend hulpmiddel zoals een polsspalk of een halskraag. Als een orthese ook niet helpt tegen de pijnklachten en/of ontwrichtingen, dan is het mogelijk dat er een operatieve behandeling plaats zal vinden. Als het bijvoorbeeld gaat om een duim die elke keer ontwricht raakt, dan kan ervoor gekozen worden om de pezen die ervoor zorgen dat de duim ontwricht in te korten. Dit wordt operatief gedaan en meestal onder algehele anesthesie.
Er zijn geen medicijnen om hypermobiliteit tegen te gaan. Klachten kunnen wel bestreden worden met bijvoorbeeld eenvoudige pijnstillers zoals paracetamol. Bij ontstoken of gezwollen gewrichten kunnen ontstekingsremmende pijnstillers (NSAIDs) ook goed helpen.